# Суперкубок Беларуси по футболу
Суперкубок Беларуси по футболу — футбольное соревнование в Беларуси, проводимое перед началом футбольного сезона и состоящее из одного матча между победителем чемпионата Беларуси и обладателем Кубка Беларуси предыдущего сезона. В случае если Кубок и чемпионат выиграла одна команда, то в матче сыграют чемпион страны и финалист Кубка.

## История

### Кубок сезона
В 1994 году был проведён матч за Кубок сезона между чемпионом страны — минским «Динамо» и финалистом Кубка (обладателями Кубка также стали минские динамовцы) — бобруйским «Фандоком» (в чемпионате команда заняла 5-е место).
«Динамо» (Минск) — «Фандок» (Бобруйск) — 5:3.

Минск. 3 июля 1994 года. Стадион «Динамо». 1500 зрителей.

Судьи: Е. Сережкин (Могилев), Н. Метельский, В. Матюшев (оба — Минск).

Инспектор: С. Строев (Минск).

«Динамо»: Афанасенко, Майоров (Журавель, 61), Островский, Белькевич, Хацкевич, Тайков (к), Лухвич, Деменковец, Чернявский, Путило (Кашенцев, 46), Качуро (Барановский, 46).

«Фандок»: Ю. Свирков, Разумович, Черепнев, Шустиков, Савостиков, Хрипач, Карпенко (Тараканов, 32), Кукар, И. Градобоев (Э. Градобоев, 46), Омелюсик, Яромко (к).

Голы: 0:1 — Яромко (10), 1:1 — Чернявский (34), 1:2 — Качуро (37), 2:2 — Тараканов (49), 2:3 — Яромко (52), 3:3 — Хацкевич (76), 4:3 — Журавель (84), 5:3 — Кашенцев (87).

Предупреждения: Лухвич (11), Черепнев (19), Хацкевич (70), Э. Градобоев (74), Тайков (88).
Официального статуса этот трофей не получил, и в дальнейшем его розыгрыш не проводился.

### Суперкубок
История Суперкубка Республики Беларусь началась весной 2010 года. Первым победителем стал клуб БАТЭ (Борисов), обыгравший обладателя Кубка Беларуси-2008/09 — «Нафтан» (Новополоцк).

## Результаты
| Сезон | Дата и место проведения                                | Победитель                                                                           | Счёт           | Проигравший                                              |
| ----- | ------------------------------------------------------ | ------------------------------------------------------------------------------------ | -------------- | -------------------------------------------------------- |
| 2024  | 2 марта 2024 Солигорск, Шахтёр, 1911 зрителей          | Торпедо-БелАЗ (Жодино) Обладатель Кубка Беларуси 2022/23                             | 0:0 (пен. 4:3) | Динамо (Минск) Победитель Чемпионата Беларуси 2023       |
| 2023  | 25 февраля 2023 Минск, Динамо-Юни, 2950 зрителей       | Шахтёр (Солигорск) Победитель Чемпионата Беларуси 2022                               | 1:0            | Гомель Обладатель Кубка Беларуси 2021/22                 |
| 2022  | 5 марта 2022 Минск, Динамо-Юни, 2591 зрителей          | БАТЭ (Борисов) Обладатель Кубка Беларуси 2020/21                                     | 1:0            | Шахтёр (Солигорск) Победитель Чемпионата Беларуси 2021   |
| 2021  | 2 марта 2021 Минск, Стадион ФК «Минск», 1500 зрителей  | Шахтёр (Солигорск) Победитель Чемпионата Беларуси 2020                               | 0:0 (пен. 5:4) | БАТЭ (Борисов) Обладатель Кубка Беларуси 2019/20         |
| 2020  | 4 марта 2020 Минск, Стадион ФК «Минск», 3000 зрителей  | Динамо-Брест Победитель Чемпионата Беларуси 2019                                     | 2:0            | Шахтёр (Солигорск) Победитель Кубка Беларуси 2018/19     |
| 2019  | 2 марта 2019 Минск, Стадион ФК «Минск», 3000 зрителей  | Динамо-Брест Обладатель Кубка Беларуси 2017/18                                       | 3:1            | БАТЭ (Борисов) Победитель Чемпионата Беларуси 2018       |
| 2018  | 10 марта 2018 Минск, Стадион ФК «Минск», 3000 зрителей | Динамо-Брест Обладатель Кубка Беларуси 2016/17                                       | 2:1            | БАТЭ (Борисов) Победитель Чемпионата Беларуси 2017       |
| 2017  | 11 марта 2017 Минск, Стадион ФК «Минск», 2550 зрителей | БАТЭ (Борисов) Победитель Чемпионата Беларуси 2016                                   | 3:1            | Торпедо-БелАЗ (Жодино) Обладатель Кубка Беларуси 2015/16 |
| 2016  | 13 марта 2016 Минск, Стадион ФК «Минск», 3000 зрителей | БАТЭ (Борисов) Победитель Чемпионата Беларуси 2015 Обладатель Кубка Беларуси 2014/15 | 2:1            | Шахтёр (Солигорск) Финалист Кубка Беларуси 2014/15       |
| 2015  | 14 марта 2015 Пинск, стадион «Волна», 3100 зрителей    | БАТЭ (Борисов) Победитель Чемпионата Беларуси 2014                                   | 0:0 (пен. 3:0) | Шахтёр (Солигорск) Обладатель Кубка Беларуси 2013/14     |
| 2014  | 15 марта 2014 Минск, Футбольный манеж, 1650 зрителей   | БАТЭ (Борисов) Победитель Чемпионата Беларуси 2013                                   | 1:0            | ФК Минск Обладатель Кубка Беларуси 2012/13               |
| 2013  | 17 марта 2013 Минск, Футбольный манеж, 1750 зрителей   | БАТЭ (Борисов) Победитель Чемпионата Беларуси 2012                                   | 1:0            | Нафтан (Новополоцк) Обладатель Кубка Беларуси 2011/12    |
| 2012  | 6 марта 2012 Минск, Футбольный манеж, 1700 зрителей    | ФК Гомель Обладатель Кубка Беларуси 2010/11                                          | 2:0            | БАТЭ (Борисов) Победитель Чемпионата Беларуси 2011       |
| 2011  | 27 февраля 2011 Минск, Футбольный манеж, 1600 зрителей | БАТЭ (Борисов) Победитель Чемпионата Беларуси 2010 Обладатель Кубка Беларуси 2009/10 | 3:0            | Торпедо-БелАЗ (Жодино) Финалист Кубка Беларуси 2009/10   |
| 2010  | 8 марта 2010 Минск, Футбольный манеж, 1500 зрителей    | БАТЭ (Борисов) Победитель Чемпионата Беларуси 2009                                   | 0:0 (пен. 3:2) | Нафтан (Новополоцк) Обладатель Кубка Беларуси 2008/09    |

## Статистика по клубам
| М   | Клуб          | Сезоны побед                       | Сезоны поражений            |
| --- | ------------- | ---------------------------------- | --------------------------- |
| 1   | БАТЭ          | (8): 2010, 2011, 2013 − 2017, 2022 | (4): 2012, 2018, 2019, 2021 |
| 2   | Динамо-Брест  | (3): 2018 − 2020                   | —                           |
| 3   | Шахтёр        | (2): 2021, 2023                    | (4): 2015, 2016, 2020, 2022 |
| 4   | Гомель        | (1): 2012                          | (1): 2023                   |
| 5   | Торпедо-БелАЗ | (1): 2024                          | (2): 2011, 2017             |
| 6   | Нафтан        | —                                  | (2): 2010, 2013             |
| 7-8 | Минск         | —                                  | (1): 2014                   |
| 7-8 | Динамо-Минск  | —                                  | (1): 2024                   |

*Без учёта матча за Кубок Сезона (1994 год).

## Рекорды по игрокам
| М   | Игрок              | Клуб         | Сезоны побед                      | Сезоны поражений |
| --- | ------------------ | ------------ | --------------------------------- | ---------------- |
| 1   | Виталий Родионов   | БАТЭ         | 2010, 2011, 2014 − 2017 (6)       | −                |
| 2-3 | Дмитрий Бага       | БАТЭ         | 2010, 2011, 2013 − 2015 (5)       | 2012 (1)         |
| 2-3 | Александр Володько | БАТЭ         | 2010, 2011, 2014, 2016 − 2017 (5) | 2012 (1)         |
| 4   | Александр Павлов   | БАТЭ, Шахтёр | 2010, 2011, 2013, 2014 (4)        | 2012, 2016 (2)   |
| 5-6 | Дмитрий Лихтарович | БАТЭ         | 2010, 2011, 2013, 2014 (4)        | 2012 (1)         |
| 5-6 | Денис Поляков      | БАТЭ         | 2014 − 2017 (4)                   | 2012 (1)         |

## Бомбардиры
| М   | Игрок            | Клуб         | Голов |
| --- | ---------------- | ------------ | ----- |
| 1-3 | Вячеслав Глеб    | Гомель       | 2     |
| 1-3 | Михаил Гордейчук | БАТЭ         | 2     |
| 1-3 | Павел Савицкий   | Динамо-Брест | 2     |